# Ralf Schumann
Ralf Schumann (Meißen, 10 de junho de 1962) é um atirador esportivo alemão, especializado na modalidade do tiro rápido 25 m.
Tricampeão olímpico em Barcelona 1992, Atlanta 1996 e Atenas 2004, campeão mundial em 1990 e 1998 (vice em 2002) e entre 1987 e 2003 13 vezes campeão europeu (individual e equipe), é um dos atletas de maior sucesso no tiro desportivo.
Em 16 de agosto de 2008, Ralf Schumann ganhou a medalha de prata nos Jogos Olímpicos de Verão de 2008 de Pequim na modalidade Tiro rápido 25 m.